# ニセコアンヌプリユースホステル
ニセコアンヌプリユースホステルは、北海道虻田郡ニセコ町のユースホステル。日本ユースホステル協会に加盟していた。

## 概要
1995年4月28日に開設。2016年10月より当分の間休館扱いとなった。2016年10月から『ニセコアンヌプリゲストハウス』に名称変更した。2016年12月31日付を以って日本ユースホステル協会との契約を終了した。
『ニセコアンヌプリスキー場』『ニセコアンヌプリ温泉』が近隣にあり、また車で10分圏内にニセコ温泉郷の各温泉地がある。これら観光地への車による送迎あり。
以下は閉館時の状況である。

## 設備
- 個人や小グループに適している
- 余裕があれば一室利用可
- インターネットができるPCあり
- 館内に無線LANあり
- 日中や閉館時の荷物預かりあり
- レンタサイクルまたはレンタバイクあり
- 周辺にハイキングコースあり
- 周辺にスキー場あり
- 周辺にスポーツ施設あり
- 周辺に温泉あり
- 駐輪場あり
- 駐車場あり
- 洗濯機あり
- 乾燥機あり
- 全館禁煙

## 休館
- 10月中旬 - 12月上旬
- 4月上旬
- 臨時休館あり

## 周辺情報
- ニセコアンヌプリスキー場
- ニセコアンヌプリ温泉

## アクセス
- JR北海道函館本線『ニセコ駅』よりにこっとBUSに乗車、ニセコアンヌプリユースホステルまで直行して下車。バスとの接続が悪いとき送迎あり。